# Simon Wiesenthal

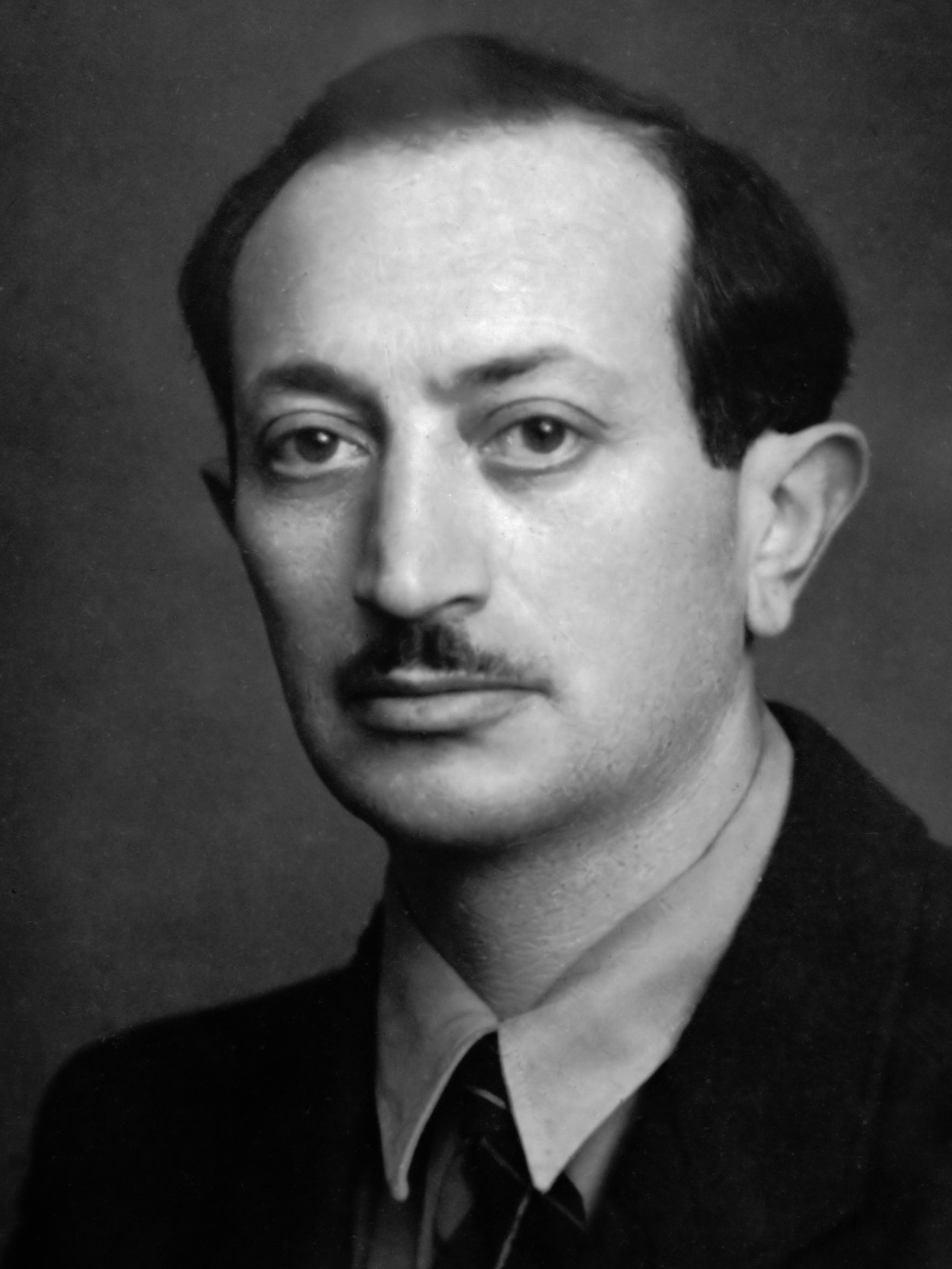
Simon Wiesenthal (1940–1945).

Simon Wiesenthal, né le 31 décembre 1908 à Boutchatch (aujourd'hui en Ukraine) et mort le 20 septembre 2005 à Vienne, est un survivant autrichien de la Shoah connu pour ses activités de chasseur de nazis.
Né dans une famille juive dans l'est de l'Autriche-Hongrie, Wiesenthal grandit dans la ville polonaise de Lviv où il suit des études d'architecture. Après l'invasion de la Pologne par l'Allemagne nazie en 1939, il est déporté dans plusieurs camps de travail et de concentration, dont ceux de Janowska, Płaszów et Mauthausen. Après la guerre, il consacre sa vie à la collecte d'informations et à la recherche de criminels de guerre nazis pour qu'ils soient jugés en fondant notamment des centres de documentation juifs à Linz et à Vienne. Il joue un rôle mineur dans la localisation d'Adolf Eichmann qui est capturé à Buenos Aires en 1960 et travaille étroitement avec le ministère de la Justice autrichien pour préparer les poursuites contre Franz Stangl. Dans les années 1970 et 1980, Wiesenthal est impliqué dans plusieurs affaires concernant le passé nazi de plusieurs personnalités politiques autrichiennes. Mort en 2005 à l'âge de 96 ans, il est inhumé à Herzliya en Israël.
Wiesenthal est critiqué pour les nombreuses incohérences dans ses autobiographies et l'exagération de son rôle dans la capture d'Eichmann. De même, son affirmation selon laquelle il aurait permis l'arrestation de huit cents nazis n'est étayée par aucune preuve. Sa contribution à la recherche des anciens criminels nazis et à la mémoire de la Shoah est néanmoins reconnue et il est devenu l'archétype du chasseur de nazi.

## Jeunesse
Simon Wiesenthal est né peu avant minuit le 31 décembre 1908 à Buczacz dans le royaume de Galicie et de Lodomérie appartenant à l'Autriche-Hongrie. Son père, Asher Wiesenthal, est un grossiste juif qui a quitté l'Empire russe quatre ans plus tôt pour fuir les pogroms. Réserviste dans l'armée austro-hongroise, il est mobilisé au déclenchement de la Première Guerre mondiale en 1914 et est tué sur le front de l'Est l'année suivante. Devant la progression des troupes russes en Galicie, Simon, son jeune frère Hillel et sa mère Rosa se réfugient à Vienne et les deux garçons sont scolarisés dans une école juive germanophone. La famille retourne à Buczacz en 1917 après le repli russe, mais la région change plusieurs fois d'occupant avant la fin du conflit en novembre 1918,.
Wiesenthal et son jeune frère poursuivent leurs études au gymnasium polonophone de la ville et il y rencontre sa future épouse, Cyla Müller. Hillel est gravement blessé au dos lors d'une chute en 1923 et meurt l'année suivante. Rosa se remarie en 1926 et s'installe à Dolyna avec son nouvel époux, Isack Halperin, qui y possède une fabrique de tuiles. Wiesenthal reste à Buczacz dans la famille Müller jusqu'à obtenir son diplôme en 1928,,. Attiré par l'art et le dessin, il choisit de s'orienter vers des études d'architecture. Son premier choix est l'université nationale polytechnique de Lwów, mais il n'est pas admis, car le quota d'élèves juifs était déjà atteint et il intègre l'université technique de Prague en Tchécoslovaquie, où il étudie de 1928 à 1932. Il réalise ensuite un stage en génie civil en 1934 et 1935 notamment à Odessa en Union soviétique avant d'épouser Cyla en 1936 et de revenir en Galicie,.
La période qui suit est mal connue car les autobiographies de Wiesenthal se contredisent sur de nombreux points et il dramatise et romance également certains événements,. L'une des versions est qu'il ouvre un cabinet d'architecture avant d'être finalement admis à l'université de Lwów. Durant ses études, il dessine plusieurs bâtiments résidentiels ainsi qu'un sanatorium et il est un membre actif d'une association étudiante sioniste. Il écrit également des articles dans Omnibus, une revue étudiante satirique et est diplômé en 1939,. Le journaliste et écrivain Guy Walters note que dans sa première autobiographie, Wiesenthal ne fait aucune mention d'études à Lwów ; son nom n'apparait dans aucun document universitaire ni dans la liste des architectes de la période. Il cite par ailleurs un CV, rédigé après la Seconde Guerre mondiale, dans lequel Wiesenthal indique qu'il a travaillé comme contremaître dans une usine jusqu'en 1939, puis comme mécanicien dans une autre usine jusqu'à l'invasion allemande de l'Union soviétique en 1941. Dans son autobiographie de 1961 Ich jagte Eichmann (J'ai chassé Eichmann), il rapporte avoir travaillé comme ingénieur à Odessa de 1940 à 1941.

## Seconde Guerre mondiale
En Europe, la Seconde Guerre mondiale éclate en septembre 1939 avec l'invasion allemande de la Pologne qui est partagée entre l'Allemagne nazie et l'Union soviétique comme convenu dans le cadre du pacte germano-soviétique. La région de Lwów est annexée par les Soviétiques qui mettent immédiatement en place une politique de répression. Les autorités arrêtent le nouveau conjoint de la mère de Wiesenthal qui est condamné pour "capitalisme" et il meurt peu après en détention. Sa mère rejoint sa belle-fille et son fils à Lwòw. Ce dernier parvint à éviter la déportation en corrompant un responsable local,.

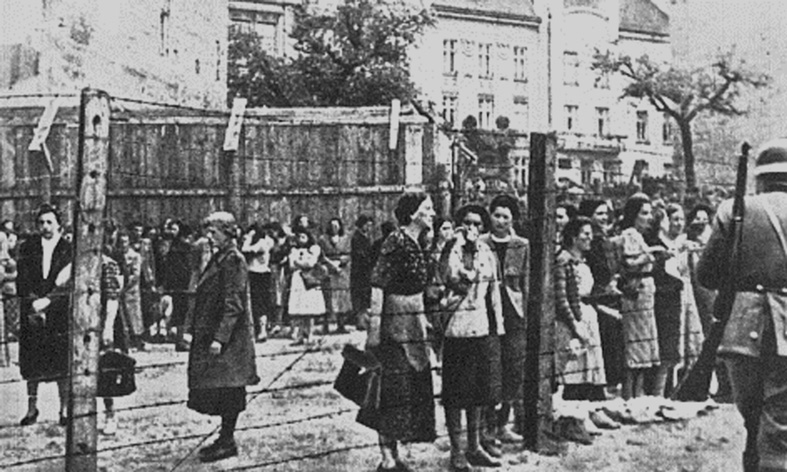
Photographie du ghetto de Lviv en 1942.

La domination soviétique est remplacée par une occupation allemande à partir de juin 1941 et à la mi-juillet, Wiesenthal et les autres habitants juifs sont affectés à des travaux forcés consistant notamment à la construction du ghetto de Lviv,. Plusieurs milliers de Juifs sont assassinés à Lwów par des unités spéciales allemandes et des nationalistes ukrainiens lors d'une série de pogroms en juin et juillet. Dans ses autobiographies, Wiesenthal rapporte qu'il est arrêté le 6 juillet, mais qu'il échappe à la mort grâce à son ancien chef d'équipe qui appartient alors à la police auxiliaire ukrainienne. Il existe plusieurs versions de ce récit qui pourrait être apocryphe.
À la fin de l'année 1941, Wiesenthal et son épouse sont envoyés au camp de concentration de Janowska dans les faubourgs de Lwów. Il est affecté à la peinture de svastikas et d'autres inscriptions sur des locomotives soviétiques capturées tandis que Cyla travaille au polissage de diverses pièces mécaniques. En échange d'informations sur les chemins de fer, Wiesenthal obtient de faux papiers d'identité pour sa femme auprès d'un membre de l'Armia Krajowa, la principale organisation de résistance polonaise. Elle est envoyée à Varsovie dans une usine de radio, puis dans deux autres camps de travail. Malgré les conditions difficiles, elle survit à la guerre et le couple se retrouve en 1945,,.
Plusieurs fois par mois quand les personnes valides sont absentes, les Allemands organisent la déportation des résidents du ghetto incapables de travailler. La mère de Wiesenthal est ainsi raflée en août 1942 et tuée au camp d'extermination de Bełżec. À la même période, la mère de Cyla est abattue sur le perron de sa résidence de Buczacz par un policier ukrainien lors de son expulsion. Au total, le couple perd 89 proches durant la Shoah.
Une partie des travailleurs forcés de Janowska, dont Wiesenthal, est envoyée dans un camp séparé où les conditions de vie sont un peu meilleures que dans le camp principal. Wiesenthal réalise des dessins architecturaux pour Adolf Kohlrautz, l'un des principaux responsables, qui les présentait sous son nom. Pour obtenir des contrats, les entreprises de construction payent des pots-de-vin à Kohlrautz qui en donne une partie à Wiesenthal. Il parvient à fournir des renseignements à la résistance polonaise et peut parfois quitter le camp pour obtenir des fournitures de bureau ; il profite de ces sorties pour acheter des armes destinées à la résistance ainsi que deux pistolets qu'il emporte lors de sa fuite à l'automne 1943.
Selon Wiesenthal, le commandant en second du camp de Janowska, Gustav Wilhaus, décide d'exécuter 54 intellectuels juifs à l'occasion du 54e anniversaire d'Adolf Hitler le 20 avril 1943. Incapable de trouver suffisamment de victimes à Janowska, il ordonne une rafle dans les camps voisins. Wiesenthal et deux autres prisonniers sont ainsi emmenés le long d'une tranchée. Les hommes sont contraints de se déshabiller, puis sont exécutés. Alors que Wiesenthal attend son tour, quelqu'un crie son nom et le renvoye au camp ; Kohlrautz a convaincu ses supérieurs qu'il est le meilleur peintre disponible pour réaliser une affiche en l'honneur de l'anniversaire d'Hitler,. Toujours selon Wiesenthal, Kohlrautz l'avertit le 2 octobre que les prisonniers vont être éliminés et l'envoye ainsi qu'un autre détenu, Arthur Scheiman, en ville pour acheter des fournitures. Alors qu'ils se trouvent dans le magasin, ils échappent à la surveillance du garde qui les accompagne et ils prennent la fuite,.
Wiesenthal ne fait aucune mention de ces événements et du rôle de Kohlrautz lors de son interrogatoire par des enquêteurs américains en mai 1945, ni dans un affidavit qu'il rédige en août 1954 sur les brutalités, dont il est victime durant le conflit et Guy Walters questionne leur authenticité. Wiesenthal rapporte que Kohlrautz est tué sur le front de l'Est en 1944 ou durant la bataille de Berlin le 19 avril 1945.

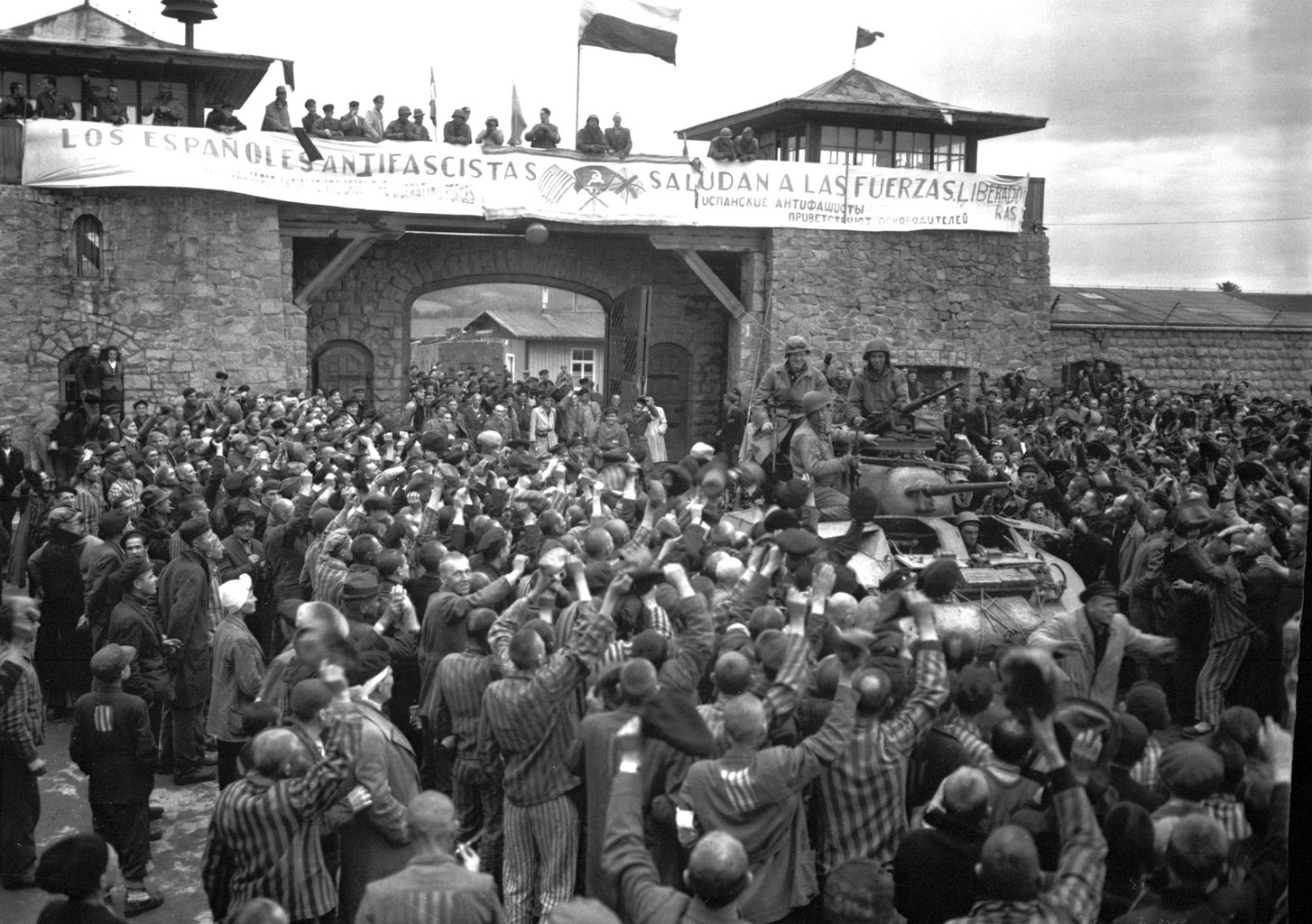
Libération du camp de Mauthausen en mai 1945.

Après être restés cachés plusieurs jours, Scheiman rejoint son épouse et Wiesenthal est emmené par des résistants au village voisin de Kulparkow où il reste jusqu'à la fin de l'année 1943. Le camp de Janowska est liquidé peu après et Wiesenthal se cache trois jours dans l'apparentement de Scheiman à Lviv. Il se rend ensuite chez Paulina Busch, une femme pour laquelle il avait réalisé une fausse carte d'identité. Il y est découvert dissimulé sous le plancher par deux détectives polonais le 13 juin 1944. Renvoyé dans les restes du camp de Janowska, il tente sans succès de se suicider pour éviter d'être interrogé sur ses liens avec la résistance. Cela n'a pas lieu en raison de l'avancée soviétique et les derniers prisonniers sont transportés jusqu'à Przemyśl à 220 kilomètres à l'ouest de Lviv où ils sont affectés à la construction de fortifications. Les détenus sont ensuite envoyés au camp de Płaszów près de Cracovie en septembre,.
Le mois suivant, les déportés sont emmenés au camp de Gross-Rosen, où les conditions sont encore plus difficiles. Travaillant dans une carrière, Wiesenthal reçoit un bloc de pierre sur le pied droit et son gros orteil doit être amputé. L'approche de l'Armée rouge en janvier 1945 pousse les Allemands à organiser une évacuation à pied des prisonniers vers Chemnitz. Toujours souffrant, Wiesenthal utilise un manche de balai comme canne et est l'un des rares détenus à survivre à la marche. À Chemnitz, les survivants sont emmenés par train jusqu'à Buchenwald, puis par camion à Mauthausen à la mi-février. Gravement malade, Wiesenthal est placé dans le quartier des mourants, où il ne reçoit que 200 kilocalories par jour. À la libération du camp par les troupes américaines le 5 mai 1945, il ne pèse plus que 41 kilogrammes,.

## Chasseur de nazis
Dans les semaines qui suivent la libération du camp de Mauthausen, Wiesenthal rédige pour les services de renseignement américains une liste d'une centaine de criminels de guerre présumés comprenant des gardes, des commandants de camp et des membres de la Gestapo. Il travaille ensuite comme interprète et il accompagne les soldats chargés des arrestations, malgré son état de santé. Après le partage de l'Autriche en juillet 1945, Mauthausen se trouve en zone soviétique et le Bureau américain des crimes de guerre est transféré à Linz. Wiesenthal fait de même et devient vice-président d'une organisation venant en aide aux déportés,. Il travaille pour l'Office of Strategic Services pendant un an et continue à rassembler des informations sur les victimes et les bourreaux de la Shoah. Il apporte également son aide à la Berih'ah, un groupe clandestin organisant l'émigration des juifs rescapés vers la Palestine, en fournissant de faux papiers, des provisions ou des moyens de transport. En février 1947, il est l'un des fondateurs d'un centre de documentation à Linz qui collecte 3 289 témoignages de déportés,,. Le manque de volonté américaine et soviétique d'organiser de nouveaux procès après la dénazification de l'immédiat après-guerre entraine néanmoins la fermeture du centre en 1954 et les documents sont envoyés au mémorial de Yad Vashem en Israël. Alors que les anciens alliés se détournent de la recherche des criminels nazis, Wiesenthal estime qu'il est de son devoir de mener à bien cette tâche,. En 1974, il dit à son biographe, Alan Levy :

« Lorsque les Allemands sont arrivés dans ma ville en Galicie, la moitié de la population était juive : 150 000 juifs. Quand les Allemands sont partis, 500 étaient en vie… De nombreuses fois, j'ai pensé que toute chose dans la vie a un prix, donc rester en vie doit également avoir un prix. Et mon prix était que, si je vivais, je devrais représenter les nombreuses personnes qui ne sont plus là. »

### Adolf Eichmann

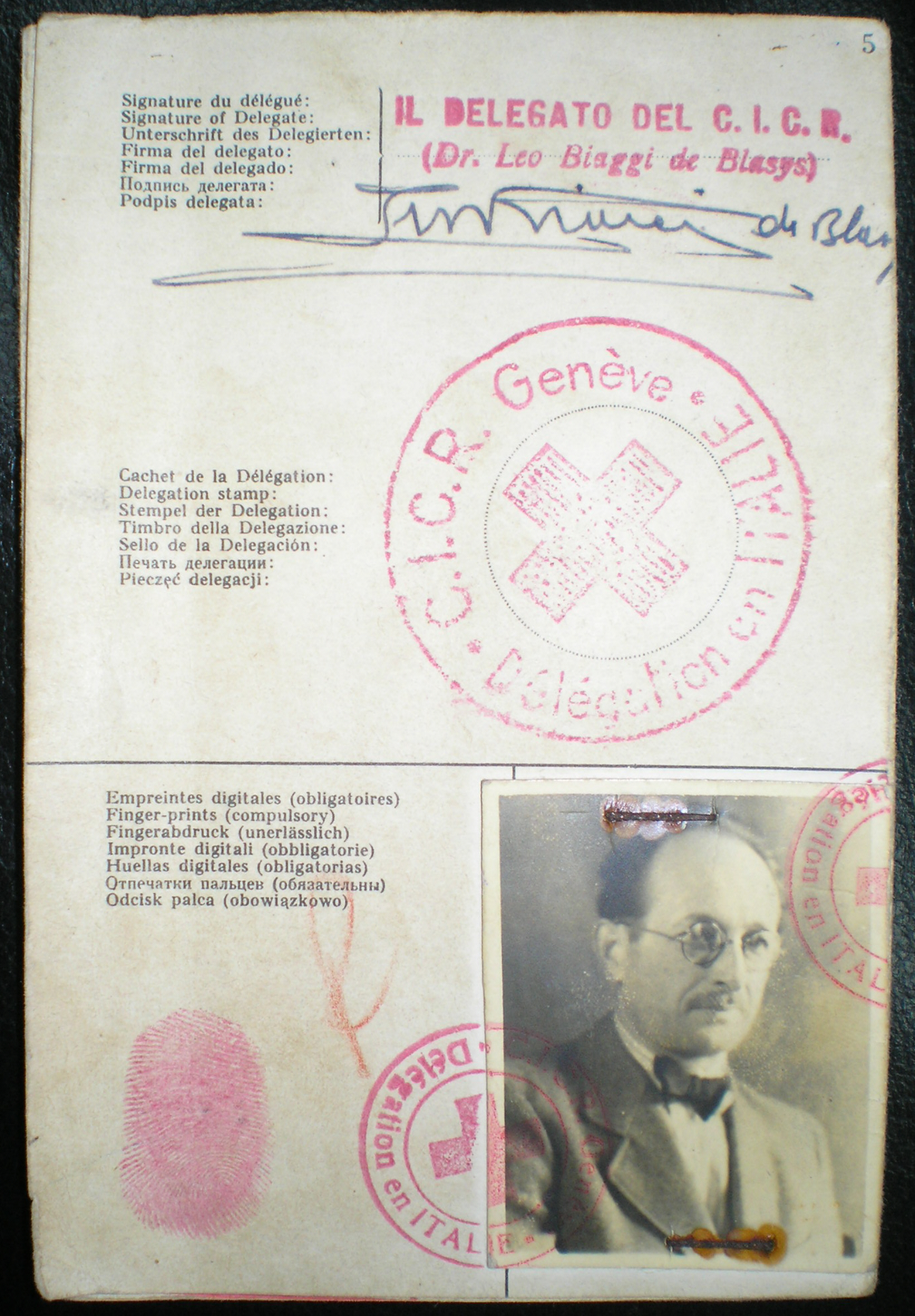
Passeport au nom de Ricardo Klement utilisé par Adolf Eichmann pour émigrer en Argentine en 1950.

Même si la plupart des juifs de Linz ont émigré, Wiesenthal décide de rester en partie, car la famille d'Adolf Eichmann vit non loin de chez lui,. Ce dernier est responsable du transport des déportés vers les camps de la mort et il a rédigé le compte-rendu de la conférence de Wannsee de 1942 qui planifie l'extermination systématique de tous les Juifs d'Europe. Après la guerre, il se cache en Autriche à l'aide de faux papiers jusqu'en 1950 avant de rejoindre l'Argentine sous un faux nom,. Espérant obtenir des informations sur la localisation d'Eichmann, Wiesenthal surveille en permanence les membres de sa famille proche à Linz, jusqu'à ce qu'ils disparaissent en 1952.
En 1953, Wiesenthal apprend par l'intermédiaire d'une lettre, dont il a connaissance, qu'Eichmann est vu à Buenos Aires et il transmet l'information au consulat israélien de Vienne en 1954. Le procureur-général de Hesse en Allemagne de l'Ouest, Fritz Bauer, reçoit de nouvelles informations en 1957, mais les agents allemands sont incapables de le localiser avant la fin de l'année 1959. Lorsque le père d'Eichmann meurt en 1960, Wiesenthal fait appel à des détectives privés pour photographier les membres de la famille lors des funérailles, car il n'existe pas de photographies récentes du fugitif et il est dit que son frère Otto lui ressemblait fortement ; il transmet ces images au service de renseignement israélien du Mossad le 18 février. Zvi Aharoni, l'un des agents qui capture Eichmann à Buenos Aires le 11 mai 1960 rapporte qu'elles ont été utiles pour confirmer son identité. Le 23 mai, le premier ministre israélien David Ben Gourion annonce qu'Eichmann est en détention en Israël. Le lendemain, Wiesenthal reçoit un télégramme de félicitations de la part du mémorial de Yad Vashem, alors qu'il est interrogé par des journalistes. Il rédige un livre sur son expérience et Ich jagte Eichmann (J'ai chassé Eichmann) est publié six semaines avant le début du procès au printemps 1961. Il aide l'accusation à préparer le dossier et assiste à une partie des audiences. Eichmann est condamné à mort et pendu en 1962.
Dans le même temps, les employeurs de Wiesenthal mettent un terme à ses activités caritatives en faveur des anciens déportés juifs qui ont en grande partie quitté l'Autriche. Il ouvre un nouveau centre d'information à Vienne en 1961 et ses documents permettent la localisation de six criminels nazis, dont Erich Rajakowitsch responsable de la déportation des Juifs des Pays-Bas et Franz Murer, le commandant du ghetto de Vilnius. En 1963, Wiesenthal lit dans le journal que Karl Silberbauer, qui a arrêté Anne Frank, est localisé et qu'il travaille dans la police viennoise. Sa campagne médiatique pousse les autorités à suspendre Silberbauer, mais il n'est pas jugé pour ses activités durant la guerre.
Wiesenthal mène une autre campagne pour prolonger, voire supprimer le délai de prescription des crimes de guerre, qui sont alors de 20 ans. En mars 1965, le Bundestag suspend la question pendant cinq ans, ce qui repousse de fait la date de prescription ; des actions similaires sont prises par le gouvernement autrichien. Malgré cela, les procès deviennent de plus en plus rares, car les témoins vieillissent tandis que les gouvernements autrichien et allemand qui désirent oublier le passé nazi mettent peu d'enthousiasme à lancer des poursuites.

### Franz Stangl
À partir de 1940, Franz Stangl dirige le centre d'euthanasie du château de Hartheim, où sont tués plus de 18 000 handicapés mentaux ou physiques dans le cadre de l'Aktion T4. En février 1942, il est nommé à la tête du camp d'extermination de Sobibor, puis à celui de Treblinka en août ; il est ainsi responsable de la mort de près de 900 000 déportés,. Capturé et détenu pendant deux ans par les troupes américaines à la fin de la guerre, il n'est pas immédiatement identifié en tant que criminel de guerre et il s'échappe alors qu'il travaille à la construction d'une route à Linz en mai 1948. Après avoir rallié Rome, il rejoint la Syrie grâce à de faux papiers fournis par un réseau d'exfiltration nazi. Sa famille le retrouve plus tard dans l'année et ils émigrent au Brésil en 1951.
C'est probablement l'ancien beau-frère de Stangl qui informe Wiesenthal de sa localisation en 1964. Craignant que le fugitif ne disparaisse, il prépare discrètement un dossier avec l'aide du ministre de la Justice autrichien, Hans Klecatsky. Stangl est arrêté à São Paulo le 28 février 1967 et extradé en Allemagne de l'Ouest le 22 juin. Un mois plus tard, Wiesenthal publie Les Assassins sont parmi nous et l'éditeur en fait la promotion en avançant que son auteur a permis l'arrestation de plus de 800 nazis ; aucune preuve n'étaye ce chiffre, mais il est repris par des publications respectables comme le New York Times. Stangl est condamné à la prison à vie, mais meurt d'une crise cardiaque six mois plus tard en juin 1971.

### Hermine Braunsteiner
Hermine Braunsteiner travaille comme gardienne dans les camps de Majdanek et de Ravensbrück, où elle acquiert une réputation de femme sadique et cruelle, battant fréquemment les détenus à mort. Après-guerre, elle est condamnée à trois ans de prison en Autriche pour ses activités à Ravensbrück et après avoir obtenu une amnistie, elle émigre aux États-Unis en 1959, où elle acquiert la citoyenneté américaine quatre ans plus tard.
Wiesenthal entend parler pour la première fois de Braunsteiner en 1964 lors d'une rencontre à Tel Aviv avec un survivant du camp de Majdanek qui l'a vu choisir les déportés affectés aux travaux forcés et ceux envoyés directement aux chambres à gaz. À son retour à Vienne, il envoye l'un de ses agents rencontrer ses proches pour obtenir des informations et il localise Braunsteiner dans le quartier du Queens à New York. Alors qu'il avertit le New York Times et les autorités israéliennes, Braunsteiner n'est pas extradée en Allemagne de l'Ouest avant 1973. Au terme d'un long procès, elle est condamnée en 1981 à la prison à vie et elle meurt en 1999,.

### Josef Mengele
Josef Mengele est un médecin militaire affecté au camp d'Auschwitz de 1943 à la fin de la guerre ; en plus de faire la sélection des déportés venant de toute l'Europe, il mène des expérimentations médicales sur des détenus. Il quitte le camp en janvier 1945 à l'approche de l'Armée rouge et est brièvement arrêté par les Américains à Weiden in der Oberpfalz. Libéré, il travaille comme ouvrier agricole jusqu'en 1949, quand il décide de quitter le pays pour l'Argentine. Informé par Wiesenthal, le gouvernement ouest-allemand tente d'obtenir son extradition en 1960, mais il a émigré au Paraguay deux ans plus tôt,. Il s'installe ensuite au Brésil en 1961 et y vit jusqu'à sa mort en 1979.
Wiesenthal affirme à plusieurs reprises avoir localisé Mengele sur l'île grecque de Kythnos en 1960, au Caire en 1961, en Espagne en 1971 et au Paraguay en 1978. En 1982, il offre une récompense de 100 000 dollars pour sa capture et affirme jusqu'en 1985 qu'il est toujours en vie. Cette même année, la famille de Mengele admet qu'il est mort en 1979 et l'exhumation de son corps permet son identification. Peu de temps auparavant, Wiesenthal a participé à un faux procès contre Mengele à Jérusalem.

### Centre Simon-Wiesenthal

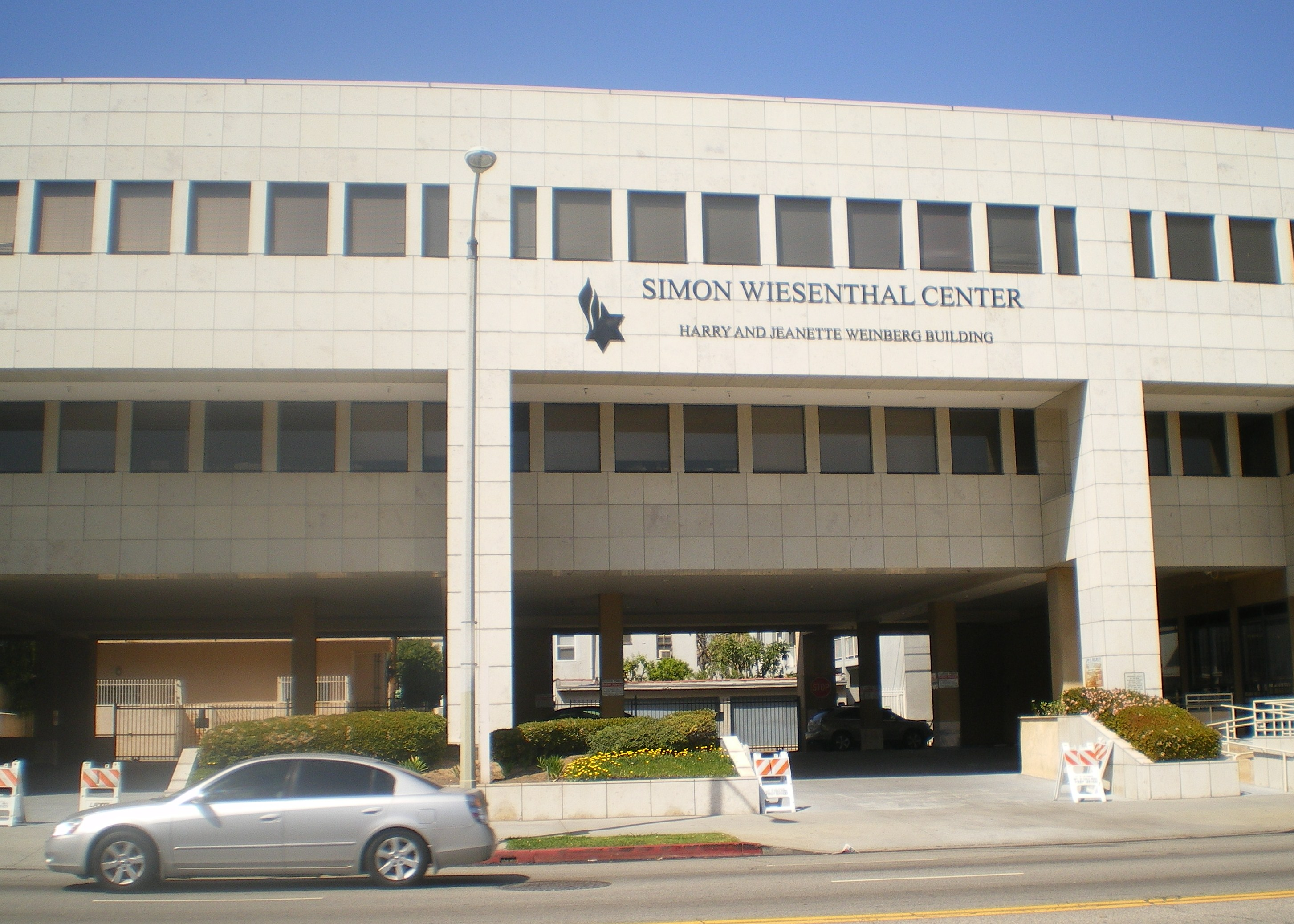
Le centre Simon-Wiesenthal de Los Angeles.

Le centre Simon-Wiesenthal de Los Angeles est fondé en 1977 par le rabbin Marvin Heir grâce aux dons des philanthropes Samuel Belzberg et Joseph Tennenbaum,. L'organisation de Marvin Heir paye des droits à Wiesenthal pour pouvoir utiliser son nom. Le centre est influent dans l'abrogation de la prescription pour les crimes nazis et continue la traque des anciens criminels, mais ses activités actuelles se concentrent sur la mémoire de la Shoah et la lutte contre l'antisémitisme,. Le musée de l'Holocauste du centre, le plus important des États-Unis, est créé en 1993 et Moriah Film, sa division cinématographique, remporte deux oscars, dont un pour le documentaire Genocide de 1982. Wiesenthal n'est pas toujours satisfait de la gestion du centre et veut avoir plus d'influence dans ses activités. Il demande la démission de Marvin Heir, mais doit se contenter d'un rôle symbolique.

### L'Institut viennois Wiesenthal d'études sur la Shoah
L'Institut viennois Wiesenthal d'études sur la Shoah est un centre de recherche qui se consacre à la recherche, à la documentation et à la transmission de toutes les questions qui concernent l'antisémitisme, le racisme et la Shoah, y compris ses prémices et ses conséquences. Il a été créé en 2009 et est réellement en activité depuis octobre 2012.
L'institut est soutenu à parts égales par la mairie de Vienne et par le ministère fédéral autrichien chargé des questions de science et de recherche. À l'automne 2016, l'institut emménage dans de nouveaux locaux situés rue Rabensteig, dans le centre-ville de Vienne, où sont regroupés en un seul lieu ses archives, sa bibliothèque, les bureaux mis à la disposition de ses boursiers et son administration.
Au sous-sol du nouveau bâtiment se trouve un petit musée.

## Politiques autrichiennes

### Bruno Kreisky
Peu après l'investiture de Bruno Kreisky en tant que chancelier autrichien en avril 1970, Wiesenthal fit remarquer à la presse que quatre des membres de son gouvernement avaient appartenu au parti nazi. Dans un discours en juin, le ministre de l'Enseignement Leopold Gratz présenta le centre de documentation juif de Wiesenthal comme un nid d'espions violant la vie privée de personnes innocentes. Une semaine plus tard, Kreisky qualifia Wiesenthal de « fasciste juif » dans un entretien, une remarque qu'il nia par la suite. Il n'y eut cependant pas de poursuites contre Kreisky qui était protégé par son immunité parlementaire,.
Craignant de ne pas être réélu en 1975, Kreisky proposa une coalition de son parti social-démocrate avec le parti de la liberté de Friedrich Peter (en). Wiesenthal disposait cependant de documents montrant que ce dernier avait servi dans la 1re brigade d'infanterie SS qui avait participé à l'extermination de plus de 13 000 juifs en Ukraine en 1941 et 1942. Il décida de ne pas révéler ces informations à la presse avant l'élection mais transmit le dossier au président Rudolf Kirchschläger ; Peter nia avoir participé ou avoir eu connaissance de quelconques atrocités. Finalement, le parti de Kreisky remporta une large victoire et n'eut pas besoin de former de coalition.
Dans une conférence de presse tenue peu après l'élection et les révélations sur Peter, Kreisky déclara que Wiesenthal avait utilisé « les méthodes d'une mafia politique ». Ce dernier porta plainte pour diffamation contre Kreisky et quand ce dernier déclara par la suite que Wiesenthal avait été un agent de la Gestapo travaillant avec le Judenrat de Lwòw, ces accusations furent ajoutées au dossier. La justice se prononça en faveur de Wiesenthal en 1989 mais l'accusé était mort neuf mois plus tôt et ses héritiers refusèrent de payer l'amende. Lors de l'ouverture ultérieure des archives, aucune preuve soutenant la thèse de Kreisky ne fut trouvée.

### Kurt Waldheim
Lorsque Kurt Waldheim fut nommé secrétaire général des Nations unies en 1971, Wiesenthal rapporta, sans avoir mené de recherches approfondies, qu'il n'avait pas été nazi. Cette affirmation était soutenue par les comptes-rendus des services de renseignement américains qui avaient étudié son parcours après la guerre. L'autobiographie de Waldheim publiée en 1985 ne faisait cependant aucune mention de son service durant la guerre après 1941 quand il fut déployé en Yougoslavie et en Grèce dans des zones où furent commises des atrocités contre les populations civiles. Alors qu'il faisait campagne pour la présidence en mars 1986, le magazine autrichien Profil publia un article affirmant que Waldheim avait été membre du Sturmabteilung (SA). Le New York Times indiqua peu après que ce dernier n'avait pas rendu public toutes les informations sur son parcours durant la guerre. Embarrassé, Wiesenthal tenta d'aider Waldheim à se défendre. Le congrès juif mondial enquêta sur le sujet mais le procureur général d'Israël estima que les preuves n'étaient pas suffisantes pour engager des poursuites ; Waldheim fut élu président en juillet 1986. Dix-huit mois plus tard, un groupe d'historiens chargé de faire la lumière sur cette affaire conclut que si rien ne prouvait que Waldheim ait commis des atrocités, il ne pouvait pas ignorer qu'elles avaient lieu. Wiesenthal tenta sans succès d'obtenir sa démission tandis que le congrès juif mondial convainquit les États-Unis de ne pas autoriser Waldheim à entrer dans le pays.

## Relation avec Albert Speer
En 1974, Simon Wiesenthal écrit à Albert Speer pour lui demander quand il avait entendu pour la première fois les termes « solution finale », celui-ci lui répond par lettre qu'il n'avait jamais entendu parler de ces termes, sauf après la guerre et lui indique avoir été très marqué par son livre Les Fleurs de soleil. S'ensuit une relation épistolaire entre eux où Wiesenthal expose notamment sa théorie sur l'antisémitisme d'Adolf Hitler : il aurait attrapé la syphilis auprès d'une prostituée juive. En 1975, Albert Speer vient lui rendre visite dans son centre, puis ils ont de nombreux échanges écrits et conversations. Avec le temps, les relations entre les deux hommes prennent une tournure de plus en plus intime, Simon Wiesenthal rend visite à Albert Speer et à sa femme dans leur maison de Heidelberg. Il lui confie aussi ses soucis familiaux : son petit-fils a une méningite et lui propose de collaborer à une nouvelle édition de son livre Les fleurs de soleil. Albert Speer lui demande de relire le manuscrit de son prochain livre, ce que Simon Wiesenthal accepte. En octobre 1975, Simon Wiesenthal écrit à une relation au sujet d'Albert Speer : « l'homme a purgé sa peine, il a reconnu sa culpabilité et a manifesté son repentir ; on ne peut lui demander davantage, aussi est-il fréquentable ».

## Retraite et décès

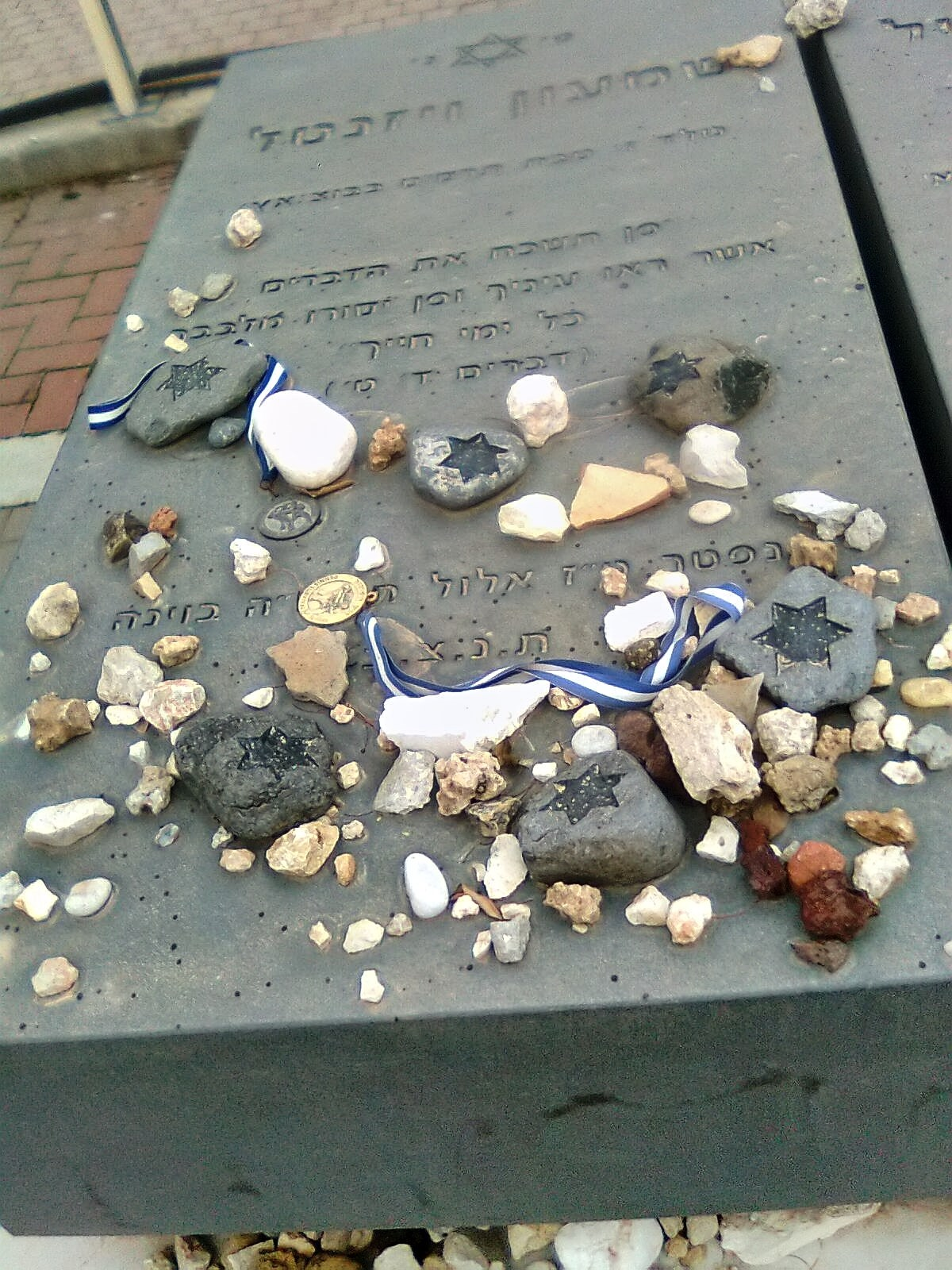
Tombe de Wiesenthal à Herzliya en Israël.

À l'occasion du quarantième anniversaire de la fin de la guerre en 1985, beaucoup s'attendaient à ce que le prix Nobel de la paix soit remis à une personnalité liée à la Shoah. Wiesenthal était l'un des candidats possibles tout comme l'auteur Elie Wiesel qui entama une campagne médiatique en France, en Éthiopie et en Norvège. Marvin Heir, à la tête du centre Simon Wiesenthal, pressa Wiesenthal de faire de même mais ce dernier se limita à un discours à Oslo. Wiesenthal s'attendait à recevoir le prix, soit seul, soit conjointement avec Elie Wiesel, téléphonant même quelques heures avant l'annonce du prix à son avocat new-yorkais Martin Rosen pour lui demander de préparer son smoking et lui disant : « Tu pars à Oslo ». Quand Wiesel obtint le prix en 1986, Wiesenthal déclara que le congrès juif mondial avait influencé la décision du comité Nobel, une affirmation niée par l'organisation. Son biographe Tom Segev suggère que ce choix du lauréat était lié à la publicité négative autour de l'affaire Waldheim. Cependant Wiesenthal obtint le prix Érasme en 1992.
Wiesenthal fut la cible de nombreuses menaces de mort au cours des années. Après l'explosion d'une bombe posée par des néo-nazis devant sa maison de Vienne le 11 juin 1982, sa résidence devint en permanence surveillée par la police. Stressée par le travail de son mari, Cyla souffrit parfois de dépression.
Wiesenthal continua à travailler au centre de documentation juif de Vienne jusqu'à son 90e anniversaire et le dernier nazi qu'il poursuivit en justice fut Julius Viel condamné en 2001 pour l'exécution de sept prisonniers juifs au camp de Theresienstadt,. Cyla mourut le 10 novembre 2003 à l'âge de 95 ans et Wiesenthal prit sa retraite peu après. Il déclara peu avant sa mort : « Je leur ai tous survécu. S'il y en avait que je n'ai pas cherchés, ils sont aujourd'hui trop vieux pour être poursuivis. Mon travail est fait ». Il mourut le 20 septembre 2005 l'âge de 96 ans et fut inhumé à Herzliya en Israël.
Dans un communiqué de presse à l'occasion de sa mort, le secrétaire général du conseil de l'Europe Terry Davis déclara que « sans les efforts incessants de Simon Wiesenthal pour retrouver les criminels nazis afin de les traduire en justice et pour lutter contre l'antisémitisme et les préjugés, l'Europe ne serait jamais parvenue à guérir ses blessures et à se réconcilier. Il a été un soldat de la justice, une justice indispensable à notre liberté, à la stabilité et à la paix »,.
En 2010, les gouvernements autrichien et israélien émirent conjointement un timbre commémoratif honorant Wiesenthal. Ce dernier avait été un philatéliste tout au long de sa vie et sa collection fut vendue aux enchères pour près de 500 000 euros après sa mort.

## Culture populaire
Wiesenthal fut joué par l'acteur Shmuel Rodensky dans l'adaptation de 1974 du roman Le Dossier Odessa de Frederick Forsyth. Après sa sortie, Wiesenthal reçut de nombreux témoignages de personnes affirmant avoir vu le sujet du film, Eduard Roschmann, qui avait commandé le ghetto de Riga durant la guerre. Ces informations se révélèrent erronées mais en 1977, un habitant de Buenos Aires qui avait vu le film rapporta à la police que Roschmann vivait non loin de chez lui. Ce dernier s'enfuit au Paraguay où il mourut d'une crise cardiaque un mois plus tard. Dans le roman The Boys from Brazil (en) (Ces garçons qui venaient du Brésil) d'Ira Levin, le personnage de Yakov Liebermann (appelé Ezra Liebermann et joué par Laurence Olivier dans l'adaptation de 1978) est basé sur Wiesenthal. Ce dernier conseilla Olivier sur son rôle et il assista à la première du film à New York en 1978. Ben Kingsley le joua également dans le téléfilm Murderers Among Us: The Simon Wiesenthal Story en 1989. La figure de Simon Wiesenthal a inspiré le cinéaste Paolo Sorrentino pour la création du personnage Mordecai Midler, un chasseurs de nazis, dans le film This Must Be the Place (2012). Dans le neuvième épisode de la série Hunters, c'est l'acteur américain Judd Hirsch qui joue le rôle de Wiesenthal.[réf. nécessaire]

## Incohérences autobiographiques
Wiesenthal a écrit de nombreux ouvrages dont certains se contredisent ou présentent des récits inventés,. Plusieurs auteurs dont Segev et Guy Walters considèrent que ses autobiographies ne sont pas des sources fiables sur sa vie et ses activités. Wiesenthal relate ainsi l'histoire de deux personnes se disputant sur une des listes de survivants de la Shoah qu'il avait rédigées, puis qui se reconnaissent et pleurent ensemble. Dans une version, il s'agit d'un homme et de son épouse et dans une autre, il s'agit de deux frères. Le nombre de camps dans lesquels il a été détenu varie selon ses autobiographies et s'élève jusqu'à onze alors que le chiffre réel est de cinq. Un dessin réalisé en 1945 représentant une scène dont il affirmait avoir été témoin à Mauthausen était en réalité inspiré d'une photographie publiée par le magazine Life en juin de la même année,. Il exagéra son rôle dans la capture d'Eichmann en affirmant avoir empêché son épouse Veronika de déclarer son époux décédé en 1947 alors que cette demande avait été refusée « à l'initiative des autorités ». Il déclara par ailleurs à tort avoir conservé son dossier lorsqu'il avait envoyé ses archives au mémorial de Yad Vashem en 1952. Le directeur du Mossad, Isser Harel, a indiqué que Wiesenthal n'avait joué aucun rôle dans la capture d'Eichmann,.
Walters trouva tellement d'incohérences entre ses livres et les documents historiques que « le maigre intérêt de Wiesenthal pour la vérité permet de remettre en doute tout ce qu'il a écrit ou dit ». Le journaliste britannique et éditeur du Times Daniel Finkelstein a présenté les recherches de Walters comme « impeccables » mais a indiqué que « l'acceptation que Wiesenthal était un comédien et un vantard et, oui, même un menteur, peut coexister avec la reconnaissance de sa contribution ».
Son biographe, l'historien juif israélien Tom Segev écrit : « dans ses ouvrages autobiographiques sur la période de la guerre, il avait une certaine propension non seulement à exagérer sa souffrance, mais à ajouter une dimension dramatique aux circonstances de sa survie ».

## Publications
- (de) Ich jagte Eichmann [« J'ai chassé Eichmann »], 1961.
- (en) The Murderers Among Us [« Les Assassins sont parmi nous »], 1967.
- (en) The Sunflower [« Les fleurs de soleil »], 1969.
- (en) Sails of Hope [« La Voile de l'Espoir »], 1973.
- (en) Max and Helen [« Max et Hélène »], 1982.
- (en) Every Day Remembrance Day [« Le Livre de la mémoire juive »], 1987.
- (en) Justice, Not Vengeance [« Justice n'est pas vengeance »], 1987.